# Sheila Matthews Allen
Sheila Matthews Allen (New York, 2 de fevereiro de 1929 - Malibu, 15 de novembro de 2013) foi uma cantora e atriz estadunidense.
Filha de imigrantes irlandeses, aos 10 anos de idade já cantava árias de óperas em rádios e nas décadas de 1940 e 1950, participou de musicais na Broadway. A partir de década de 1960, integrou elencos de importantes séries e filmes de televisão e produções cinematográficas.
Foi casada com o produtor Irwin Allen e após a sua morte, em 1991, assumiu um cargo executivo na empresa Irwin Allen Productions.

## Filmografia (cinema e TV) e séries de TV
- "State Fair" (1962),
- "Five Weeks in a Balloon" (1962),
- "BBC Sunday-Night Play" (1960-1963),
- "Voyage to the Bottom of the Sea" (1964-1968),
- "Lost in Space" (1965-1968),
- "Land of the Giants" (1968-1970),
- "City Beneath the Sea" (1971),
- "Thirty-Minute Theatre" (1965-1973),
- "The Poseidon Adventure" (1972),
- "The Towering Inferno" (1974),
- "Adventures of the Queen" (1975),
- "Viva Knievel!" (1977),
- "The Waltons" (1971-1981),
- "When Time Ran Out..." (1981),
- "Falcon Crest" (1981-1990),
- "Alice in Wonderland" (1985),
- "Outrage!" (1986),
- "Stolen" (1990).